# 途中慎吾
途中 慎吾（みちなか しんご、1987年2月1日 - ）は、日本のCMプロデューサー、元俳優、声優。北海道出身。身長168cm、体重63kg。血液型はO型。俳優時代は劇団ひまわりに所属していた。
現在はAOI Pro.に勤務し、プロデューサーとして大塚製薬のCMを中心に手掛けている。

## 出演作品

### 映画
- ワルボロ（2007年） - カッチン 役
- 山桜（2008年）
- 20世紀少年 第1章 終わりの始まり（2008年）

### テレビ
- 先生知らないの? 第12話（最終回）「さよなら優作先生」（1998年） - 宗方幸久 役
- シンデレラは眠らない（2000年）※準レギュラー
- 池袋ウエストゲートパーク 第7話「うちのババァに手を出すな!」（2000年）
- 3年B組金八先生シリーズ
  - 3年B組金八先生 第6シリーズ（2001年 - 2002年） - 菅俊大 役
  - 3年B組金八先生 第7シリーズ 第5話「踊れ魂のソーラン」（2004年） - 菅俊大 役
  - 3年B組金八先生ファイナル（2011年） - 菅俊大 役
- お父さんのロックンロール（2002年）
- みのもんたの実録トゥルーストーリーズ・「幽霊に殺された家」（2002年）
- ヤンキー母校に帰る〜旅立ちの時 不良少年の夢（2005年）
- 大好き!五つ子Go!! 第30話（2005年）
- ウルトラマンマックス 第25話「遥かなる友人」（2005年） - 高校生 役
- 功名が辻（2006年） - 山内一豊（少年期） 役
- 次郎長背負い富士 第1話（2006年）
- 純情きらり（2006年） - 若山哲平 役
- すみれの花咲く頃（2007年） - 池田亮 役
- ULTRASEVEN X 第3話「HOPELESS」（2007年）
- 孤独の歌声（2007年）
- 非婚同盟（2009年）
- 南極大陸 第1話「戦後日本復活への愛と命の感動物語〜 56年前に起きた犬と人間の奇跡が今、動き出す」（2011年）
- 11人もいる!（2011年）

### テレビアニメ
2005年
- capeta（田中仁）

### 舞台
- 12.9.1980その前日ジョン・レノンは射殺された（2007年）
- 蒼い妖精とピノッキオ（2012年）